# Ischiolepta cyrtopyge
Ischiolepta cyrtopyge är en tvåvingeart som beskrevs av William Russel Buck och Marshall 2002. Ischiolepta cyrtopyge ingår i släktet Ischiolepta och familjen hoppflugor. Inga underarter finns listade i Catalogue of Life.